# Distretto di Sakar
Il distretto di Sakar è un distretto del Turkmenistan situato nella provincia di Lebap. Ha per capoluogo la città di Sakar.